# Guerra de Cleômenes

Mapa da Guerra de Cleômenes

A guerra de Cleômenes (229/228 – 222 a.C.) fui um conflito militar que ocorreu entre Esparta e seus aliados de Élida contra a Liga Aqueia e a Macedônia. A guerra chegou ao fim com a vitória dos últimos.